# Axel Eggebrecht

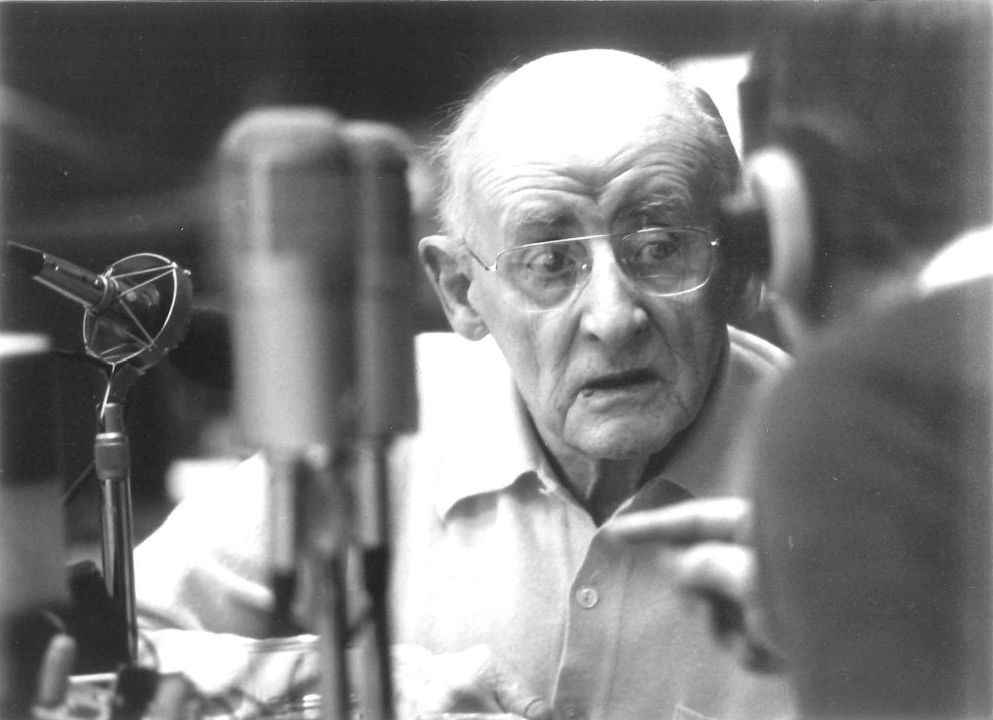
Axel Eggebrecht, 1988.

Axel Eggebrecht, född 10 januari 1899 i Leipzig, Kejsardömet Tyskland, död 14 juli 1991 i Hamburg, Tyskland, var en tysk journalist, skribent, manusförfattare och filmkritiker.
Eggebrecht blev som ung man politiskt intresserad. Han drogs först mot nationalism, men 1920 blev han medlem av Tysklands kommunistiska parti. Han lämnade partiet 1925 och blev en tid senare involverad i tidningen Die Weltbühne. Han var på grund av sitt motstånd mot nationalsocialismen politisk fånge vid koncentrationslägret i Hainewalde 1933. Under 1930-talet och 1940-talet var han involverad i manusarbete för filmregissörer som Willi Forst, Helmut Käutner och Georg Wilhelm Pabst. Efter kriget var han medansvarig för bildandet av radiostationen Nordwestdeutscher Rundfunk, och blev känd som radiojournalist under flera decennier. Från 1965 var han medlem i PEN, och från 1972 ordförande av den tyska klubben.